# Adolf Kahlen
Adolf Kahlen (* 25. Oktober 1892 in Jever; † 28. Dezember 1959 in Osterode am Harz) war ein deutscher Politiker (FDP).
Nach dem Schulbesuch absolvierte Kahlen eine kaufmännische Lehre, arbeitete anschließend als Textilkaufmann und war bis 1933 in der freiheitlich-nationalen Angestelltenbewegung tätig. Er nahm als Soldat an beiden Weltkriegen teil und übte nach 1945 eine Tätigkeit als Textilkaufmann in Oldenburg aus. Kahlen trat nach dem Zweiten Weltkrieg in die FDP ein und war von 1951 bis 1955 Mitglied des Niedersächsischen Landtages.